# 1918年12月17日月食
1918年12月17日月食为一次在协调世界时1918年12月17日出現的半影月食。該次月食半影食分為0.859、全影食分為-0.163。

## 概述
這次月食的食分是5.64。

## 基本參數
- 類型：半影月食
- 食甚資料：
  - 日期：1918年12月17日
  - 時間：19:06
  - 月球位置：赤經5.64度、赤緯22.3度
  - 食分：半影食分：0.859、全影食分：-0.163

## 外部連結
- NASA月食專頁（页面存档备份，存于）（英文）